# Оземля (зупинний пункт)
Оземля (біл. Аземля) — зупинний пункт Могильовського відділення Білоруської залізниці в Октябрському районі Гомельської області. Розташований за 1,3 км на захід від села Оземля; на лінії Бобруйськ — Рабкор, поміж станціями Ратмировичі і Бумажкове.